# San Benigno Canavese
San Benigno Canavese (piemontiul: San Balegn) település Olaszországban, Lombardia régióban, Torino megyében. Lakosainak száma 6062 fő (2023. január 1.). San Benigno Canavese Chivasso, Lombardore, Volpiano, Bosconero, Foglizzo és Montanaro községekkel határos.

## Népesség
A település népességének változása:
| Lakosok száma | 6044 | 6044 | 6062 |
|               | 2017 | 2018 | 2023 |